# Монсон (Массачусетс)
Монсон (англ. Monson) — місто (англ. town) в США, в окрузі Гемпден штату Массачусетс. Населення — 8150 осіб (2020).

## Демографія
Згідно з переписом 2010 року, у місті мешкало 8560 осіб у 3279 домогосподарствах у складі 2320 родин. Було 3438 помешкань
Расовий склад населення:
| - 96,8 % — білих - 0,9 % — чорних або афроамериканців - 0,6 % — азіатів - 0,2 % — корінних американців |

До двох чи більше рас належало 1,3 %. Частка іспаномовних становила 1,8 % від усіх жителів.
За віковим діапазоном населення розподілялося таким чином: 22,5 % — особи молодші 18 років, 64,7 % — особи у віці 18—64 років, 12,8 % — особи у віці 65 років та старші. Медіана віку мешканця становила 43,4 року. На 100 осіб жіночої статі у місті припадало 95,6 чоловіків;  на 100 жінок у віці від 18 років та старших — 95,9 чоловіків також старших 18 років.
Середній дохід на одне домашнє господарство  становив 88 074 долари США (медіана — 78 677), а середній дохід на одну сім'ю — 102 535 доларів (медіана — 95 444). Медіана доходів становила 63 327 доларів для чоловіків та 50 536 доларів для жінок. За межею бідності перебувало 5,6 % осіб, у тому числі 4,1 % дітей у віці до 18 років та 6,8 % осіб у віці 65 років та старших.
Цивільне працевлаштоване населення становило 4729 осіб. Основні галузі зайнятості: освіта, охорона здоров'я та соціальна допомога — 24,9 %, виробництво — 14,1 %, роздрібна торгівля — 11,9 %.